# Карл-Плейс (Нью-Йорк)
Карл-Плейс (англ. Carle Place) — переписна місцевість (CDP) в США, в окрузі Нассау штату Нью-Йорк. Населення — 4981 особа (2010).

## Географія
Карл-Плейс розташований за координатами 40°45′0″ пн. ш. 73°36′44″ зх. д. / 40.75000° пн. ш. 73.61222° зх. д. (40.750026, -73.612123).  За даними Бюро перепису населення США в 2010 році переписна місцевість мала площу 2,42 км², уся площа — суходіл.

## Демографія
Згідно з переписом 2010 року, у переписній місцевості мешкала 4981 особа в 1863 домогосподарствах у складі 1330 родин. Густота населення становила 2057 осіб/км².  Було 1932 помешкання (798/км²).
Расовий склад населення:
| - 84,2 % — білих - 7,9 % — азіатів - 2,1 % — чорних або афроамериканців - 0,1 % — корінних американців - 3,8 % — осіб інших рас |

До двох чи більше рас належало 1,9 %. Частка іспаномовних становила 11,1 % від усіх жителів.
За віковим діапазоном населення розподілялося таким чином: 21,2 % — особи молодші 18 років, 63,9 % — особи у віці 18—64 років, 14,9 % — особи у віці 65 років та старші. Медіана віку мешканця становила 41,6 року. На 100 осіб жіночої статі у переписній місцевості припадало 96,5 чоловіків;  на 100 жінок у віці від 18 років та старших — 92,8 чоловіків також старших 18 років.
Середній дохід на одне домашнє господарство  становив 118 209 доларів США (медіана — 98 269), а середній дохід на одну сім'ю — 138 531 долар (медіана — 121 964). Медіана доходів становила 74 567 доларів для чоловіків та 56 364 долари для жінок. За межею бідності перебувало 9,1 % осіб, у тому числі 13,5 % дітей у віці до 18 років та 0,0 % осіб у віці 65 років та старших.
Цивільне працевлаштоване населення становило 2819 осіб. Основні галузі зайнятості: освіта, охорона здоров'я та соціальна допомога — 29,8 %, науковці, спеціалісти, менеджери — 12,9 %, публічна адміністрація — 10,0 %, роздрібна торгівля — 8,8 %.